# Soňa Mihoková
Soňa Kuželová Mihoková (Liptovský Mikuláš, 11 novembre 1971) è un'ex biatleta slovacca.

## Biografia
In Coppa del Mondo ottenne il primo risultato di rilievo il 9 dicembre 1993 a Bad Gastein (34ª), il primo podio il 14 dicembre 1995 a Oslo Holmenkollen (3ª) e l'unica vittoria il 16 marzo 1996 a Hochfilzen.
In carriera prese parte a quattro edizioni dei Giochi olimpici invernali, Lillehammer 1994 (12ª nella sprint, 40ª nell'individuale), Nagano 1998 (4ª nella sprint, 26ª nell'individuale, 4ª nella staffetta), Salt Lake City 2002 (21ª nella sprint, 21ª nell'inseguimento, 14ª nell'individuale, 5ª nella staffetta) e Torino 2006 (27ª nella sprint, non conclude l'inseguimento, 47ª nell'individuale, 10ª nella staffetta), e a undici dei Campionati mondiali (4ª nella sprint e nella staffetta ad Anterselva 1995, nella sprint e nella gara a squadre a Osrblie 1997 i migliori piazzamenti).

## Palmarès

### Coppa del Mondo
- Miglior piazzamento in classifica generale: 14ª nel 1995
- 3 podi (2 individuali, 1 a squadre[1]):
  - 1 vittoria (individuale)
  - 2 terzi posti (1 individuale, 1 a squadre)

#### Coppa del Mondo - vittorie
| Data          | Località   | Nazione | Spec. |
| ------------- | ---------- | ------- | ----- |
| 16 marzo 1996 | Hochfilzen | Austria | SP    |

Legenda:

SP = sprint